# Randgrior
Randgrior era uma das 11 valquírias, ou seja, as damas que levavam vinho aos heróis em Valhala. Na Grímnismál, talvez seja a personagem Sanngridr.